# Domnall Midi

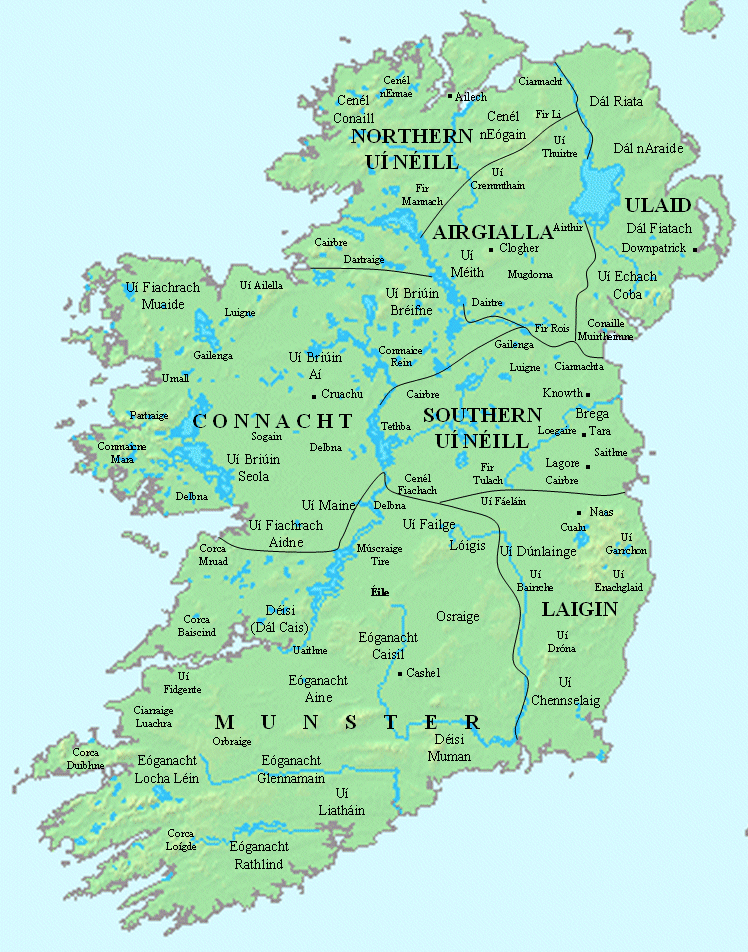
Irlanda en el. Los reinos de Uisnech y Mide no es mostrado; ellos mentira debajo las palabras "Del sur Uí Néill".

Domhnall Mac Murchada (siglo VII-20 de noviembre de 763), llamado Domnall Midi (Donald de Meath), fue Rey Supremo de Irlanda. Pertenecía a los Clann Cholmáin rama de los Uí Néill. La preeminencia de Clann Cholmáin entre los Uí Néill del sur duraría hasta la ascensión de Brian Boru.
Domnall fue jefe de Clann Cholmáin durante casi cincuenta años, y Rey Supremo de Irlanda durante veinte. A pesar de esto, y de su importancia como dinasta, los anales irlandeses contienen relativamente pocos informes de sus actividades. Fue un patrón de las iglesias de Columba, particularmente Durrow, donde está enterrado.

## Orígenes y contexto
Domnall era un hijo de Murchad mac Diarmato. Tuvo al menos un hermano de nombre Coirpre que murió en 749, y es probable que el Bressal mac Murchado que fue asesinado en 764 fuera también su hermano. El padre de Domnall gobernó como rey de Uisnech desde la muerte de su padre, Diarmait Dian, en 689 hasta su propia muerte en 715. Fue asesinado por Conall Grant del Síl nÁedo Sláine. Un año antes, Murchad había expulsado al sobrino de Conall, Fogartach mac Néill, probablemente el principal rey entre los Uí Néill, que se exilió a Gran Bretaña. La noticia de la muerte de Murchad le menciona "rey del Uí Néill", significando que era el lugarteniente del entonces rey supremo Fergal mac Máele Dúin de Cenél nEógain.

## Rey de Uisnech, Rey de Mide
Según listas de reyes posteriores como las del Libro de Leinster, Domnall sucedió a su padre como rey de Uisnech a su muerte. Si esto es correcto, los anales irlandeses no informan, y no es hasta 730 cuando se produce la primera mención. Durante este tiempo, el conflicto dentro de los Síl nÁedo Sláine continuó. Fergal mac Máele Dúin había muerto en batalla en Leinster en 722. Fogartach mac Néill, que había regresado a Irlanda en 716 y era una vez más rey principal de los Uí Néill, más tarde lugarteniente de Fergal, le sucedió. Fogartach murió en la batalla contra su pariente Síl nÁedo Sláine Cináed mac Írgalaig en 724. Cináed fue asesinado en 728 luchando contra Flaithbertach mac Loingsig de los Cenél Conaill que se convertiría en Rey Supremo tras su victoria.
A comienzos de los años 730, estalló la guerra entre los Uí Néill del norte. Flaithbertach fue derrotado en 732 por el hijo mayor de Fergal, Áed Allán y los Cenél Conaill fueron nuevamente derrotados por Áed en 733 cuándo Fergus, hijo de Congal Cendmagair, fue asesinado. Flaithbertach fue derrotado otra vez por Áed en 734. Los Anales de Ulster, que raramente registran los principios de reinado de los reyes supremo de la época, nos dicen que Áed fue inaugurado más tarde ese mismo año 734. Flaithbertach había sido depuesto, aunque sobrevivió y entró en la vida religidosa, muriendo en 765, tras sobrevivir a dos sucesores.
Quizás aprovechando estos conflictos, el Rey de Munster, Cathal mac Finguine, invadió las tierras llanas en 733. Cathal acampó en Tailtiu, donde los reyes supremos de Uí Néill celebraban sus asambleas principales. Fue atacado allí por Domnall y expulsado, pese a que derrotó posteriormente a los Clann Cholmáin Bicc dirigidos por Fallomon mac Con Congalt en el Cerro de Ward, otro importante emplazamiento de los Uí Néill.
El reinado de Áed Allán el reinado es recordado como una época de guerra. Comenzó por atacar a sus enemigos tradicionales, los Ulaid, en 735. Áed Róin, Rey de Ulster, fue asesinado en una batalla cercana a Faughart. La guerra entre los Síl nÁedo Sláine continuó hasta 737 y ese año mismo Áed se encontró con Cathal mac Finguine en Terryglass. Desconcemos el contenido exacto del acuerdo, pero los anales también afirman que la ley de San Patrick estuvo vigente en toda Irlanda. Pudiera ser que Áed y Cathal acordaran una alianza contra Leinster. El padre de Áed, Fergal había muerto en campaña allí, y los anales están llenos de menciones acerca de las, generalmente, infructuosas campañas de Cathal contra los hombres de Leinstermen. Al siguiente año, Áed y Cathal por separado atacaron Leinster. La invasión de Áed provocó la batalla de Áth Senaig el 14 de septiembre de 738 cerca de Ballyshannon, Condado Kildare. Esta fue una derrota aplastante para Leinster. Su rey, Áed mac Colggen, fue asesinado, al igual que Bran Becc mac Murchado. Más tarde Cathal hizo campaña en Leinster y aparentemente tomó rehenes y tributo del nuevo rey, quizás Fáelán mac Murchado.
En 739 los Anales de Ulster registran que algunos de la casa de Domnall fueron quemados en el salón de banquetes de Bodbráith. No se menciona a los autores. Al año siguiente Domnall,  según se cuenta, "partió a la vida clerical".

## Rey de Tara
En 743 Domnall venció y mató a Áed Allán y a varios reyes de Airgíalla, quizás en Mag Sered cerca de Kells, pese a que algunos anales colocan la batalla en el moderno Condado de Longford,. Los anales no ofrecen ninguna explicación de por qué ambos estaban en guerra, pero se ha sugerido que la expansión de Áed a tierras del Conailli Muirthemne (en el Condado de Louth) o el asesinato de Conaing mac Amalgado, rey de Brega, presuntamente estrangulado por Áed en 742, pueden estar conectados con el regreso de Domnall regreso.
Tras derrotar a Áed, los Anales de Ulster cuentan que Domnall otra vez volvió a la vida religiosa en 744. Cuándo el hijo de Flaithbertach, Áed Muinderg murió en 747, los Anales de Ulster le llaman "rey del norte", sugiriendo que era el lugarteniente deDomnall entre los Uí Néill del norte. Domnall parece también para tener tenido un lugarteniente en el sur. Su pariente lejano Fallomon mac Con Congalt de Clann Cholmáin Bicc pudo haber sido rey de Mide en 733, y es sin duda citado como tal a su muerte en 766.
Aparte de esto, muy poco se sabe de Domnall durante los veinte años en que es considerado como Rey Supremo. A diferencia de con Áed Allán,  mantuvo buenas relaciones con los reyes de Uí Dúnlainge en Leinster. En 753 se menciona que impuso la "ley de Columba" en nombre de Sléibéne, Abad de Iona. Su apoyo a Iona, una política seguida por sus descendientes, llevó al traslado de la principal iglesia Columbana a Kells durante la V Edad Vikinga.
Solamente hay una mención de Domnall en guerra, en 756. Los Anales de Ulster informan que Domnall dirigió un ejército de Leinster a Conailli Muirthemne. Esto sugiere que veía la presencia de los Cenél nEógain en la costa oriental como una amenaza al poder de su familia y enfatiza sus buenas relaciones con los reyes de Leinster.
Domnall murió en 763 y fue enterrado en la Abadía de Durrow en el actual Condado de Offaly. Pese a que disfrutó de buenas relaciones con Iona y era según parece devoto, no estaba bien considerado por todos los clérigos irlandeses. El Félire Óengusso, escrito en Tallaght en las fronteras de Leinster, aparentemente le incluye entre los opresivos gobernantes seculares a quienes los autores despreciaban.

## Sucesores, descendientes y familia
Según las listas de Reyes Supremos y las evidencias de los anales, Domnall fue sucedido por Niall Frossach, hermano menor de Áed Allán. La sucesión al liderazgo de Clann Cholmáin fue discutida.
Domnall tuvo al menos cinco hijos y al menos una hija. Su única esposa registrada fue Ailbíne ingen Ailello. Su hijo Donnchad Midi fue también Rey Supremo. Su hijo, Muiredach, que murió en 802, es mencionado como rey de Mide en su obituario. El hijo de Domnall, Diarmait Dub murió en 764, dirigiendo un ejército reclutado en tierras de la Abadía de Durrow. Su adversario, su tío o sobrino Bressal mac Murchado, dirigía las fuerzas del monasterio de Clonmacnoise. El hijo de Domnall, Murchad, murió en batalla en 765, luchando contra Donnchad. Su otro hijo Indrechtach murió en 797, poco después de su hermano Donnchad.
La hija de Domnall, Eithne fue asesinada, con su marido Bran Ardchenn, Rey de Leinster, el 6 de mayo de 795 en Cell Cúile Dumai, cerca del moderno Abbeyleix, Condado de Laois, por Fínsnechta Cetharderc, un rival para el reinado de Leinster.
Descendientes posteriores de Domnallincluyen a los reyes supremos Conchobar mac Donnchada, Máel Sechnaill mac Máele Ruanaid, Flann Sinna, Donnchad Donn y Máel Sechnaill mac Domnaill.